# Likhoslavl
Likhoslavl (en russe : Лихосла́вль) est une ville de l'oblast de Tver, en Russie, et le centre administratif du raïon de Likhoslav. Sa population s'élevait à 12 078 habitants en 2014.

## Géographie
Likhoslavl est située à 41 km au nord-ouest de Tver et à 202 km au nord-ouest de Moscou. Elle se trouve sur la ligne de chemin de fer Moscou – Saint-Pétersbourg.

## Histoire
Likhoslavl se développa en centre urbain sur le site d'Ostachkovo (Осташково), fondé en 1624, et de Likhoslav, mentionné pour la première fois au début du XIXe siècle. Likhoslav a le statut de ville depuis 1925.

## Population
Recensements (*) ou estimations de la population
| 1923  | 1926* | 1939* | 1959* | 1970*  | 1979*  |
| ----- | ----- | ----- | ----- | ------ | ------ |
| 1 992 | 2 968 | 7 666 | 9 470 | 11 709 | 12 832 |

| 1989*  | 2002*  | 2010*  | 2012   | 2013   | 2014   |
| ------ | ------ | ------ | ------ | ------ | ------ |
| 13 449 | 12 515 | 12 257 | 12 170 | 12 207 | 12 078 |

## Personnalités
- Vladimir Sokolov (1928-1997), poète soviétique, est né à Likhoslavl.
- Olesya Rulin, actrice américaine d'origine russe, née à Moscou en 1986, passa son enfance à Likhoslavl.